# Kyoto Sanga Football Club
Maillots
Actualités
Le Kyoto Sanga FC (京都サンガFC) est un club japonais de football basé à Kyoto, capitale de la préfecture du même nom. Le club évolue en J1 League.

## Historique
Fondé en 1922 sous le nom de Kyoto Shiko Soccer Club. A participé à la J.League depuis 1996 sous le nom de Kyoto Purple Sanga. En 2007, le nom a été changé pour l'actuel Kyoto Sanga FC.
Sanga est un terme bouddhiste qui a un lien profond avec Kyoto, l'ancienne capitale du japon féodal, qui compte de nombreux temples historiques dans la ville. En sanskrit, cela signifie "amis/troupeaux". Le phénix placé sur l'emblème exprime une position de combat en se faisant face. Le rouge brûlant représente un esprit de combat passionné et une âme chaude comme un phénix qui n'abandonne jamais.
Au début des années 2000, le Kyoto Sanga FC fait l'ascenseur entre la 1er et 2e division, finissant notamment  champion de J.League 2 en 2001 et 2005. La saison 2002 est néanmoins ponctuée de son seul titre majeur : la coupe de l'empereur.
Après une énième relégation en 2010 le club retrouve la J.League 1 en 2022, plus de 10 ans après l'avoir quitté, en finissant vice-champion de J.League 2 en 2021.

logo (1994-2006)

## Palmarès
| Compétitions nationales | Compétitions internationales |
| - Coupe du Japon (1) - Vainqueur : 2002 - Finaliste : 2011 - Supercoupe du Japon (0) - Finaliste : 2003 - Championnat du Japon de deuxième division (2) - Champion : 2001 et 2005 - Vice-champion : 2021 | - Néant                      |

## Joueurs et personnalités du club

### Entraîneurs
Le tableau suivant présente la liste des entraîneurs du club depuis 1967.
| Rang | Nom                 | Période   |
| ---- | ------------------- | --------- |
| 1    | 今大路仟            | 1967-1971 |
| 2    | Seishiro Shimatani  | 1972-1974 |
| 3    | Kenji Yonezawa      | 1975-1976 |
| 4    | Seishiro Shimatani  | 1977-1979 |
| 5    | Teruo Itaya         | 1980-1981 |
| 6    | Toshio Emi          | 1982      |
| 7    | Bunji Kimura        | 1983-1990 |
| 8    | Koji Kurusu         | 1991-1992 |
| 9    | Takeshi Takama (ja) | 1993      |
| 10   | Seishiro Shimatani  | 1994      |

| Rang | Nom                        | Période   |
| ---- | -------------------------- | --------- |
| 11   | George Yonashiro (intérim) | 1994      |
| 12   | Oscar                      | 1995-1996 |
| 13   | George Yonashiro (intérim) | 1996      |
| 14   | Pedro Rocha                | 1997      |
| 15   | Hans Ooft                  | 1998      |
| 16   | Hidehiko Shimizu           | 1998-1999 |
| 17   | Bunji Kimura (intérim)     | 1999      |
| 18   | Shū Kamo                   | 1999-2000 |
| 19   | Gert Engels                | 2000-2003 |
| 20   | Bunji Kimura (intérim)     | 2003      |

| Rang | Nom                         | Période   |
| ---- | --------------------------- | --------- |
| 21   | Pim Verbeek                 | 2003      |
| 22   | Bunji Kimura (intérim)      | 2003      |
| 23   | Akihiro Nishimura           | 2004      |
| 24   | Koichi Hashiratani          | 2004-2006 |
| 25   | Naohiko Minobe              | 2006-2007 |
| 26   | Hisashi Kato                | 2007-2010 |
| 27   | Yutaka Akita                | 2010      |
| 28   | Takeshi Oki (en)            | 2011-2013 |
| 29   | Badu                        | 2014      |
| 30   | Hitoshi Morishita (intérim) | 2014      |

| Rang | Nom                | Période     |
| ---- | ------------------ | ----------- |
| 31   | Ryoichi Kawakatsu  | 2014        |
| 32   | Masahiro Wada      | 2015        |
| 33   | Kiyotaka Ishimaru  | 2015-2016   |
| 34   | Takanori Nunobe    | 2017-2018   |
| 35   | Boško Đurovski     | 2018-2019   |
| 36   | Ichizo Nakata      | 2019-2020   |
| 37   | Noritada Saneyoshi | 2020-2021   |
| 38   | Cho Kwi-jea        | depuis 2021 |

### Joueurs emblématiques
- Yutaka Akita
- Yasuhito Endō
- Daisuke Matsui
- Kazuyoshi Miura
- Jin Sato
- Atsushi Yanagisawa
- Ruy Ramos
- Park Ji-sung
- Choi Yong-soo
- Kim Seng-yong
- Ned Zelic
- Baltazar
- Oliveira Capone
- Silas
- Daniel Sanabria
- Wilfried Sanou

## Bilan saison par saison
Ce tableau présente les résultats par saison du Kyoto Sanga FC dans les diverses compétitions nationales et internationales depuis la saison 1996.
| Saison | Championnat | Championnat | Championnat | Championnat | Championnat | Championnat | Championnat | Championnat | Championnat | Championnat | Coupe du Japon   | Coupe de la Ligue | Supercoupe |
| Saison | Division    | Pos         | Pts         | J           | V           | N           | D           | BP          | BC          | Diff.       | Coupe du Japon   | Coupe de la Ligue | Supercoupe |
| ------ | ----------- | ----------- | ----------- | ----------- | ----------- | ----------- | ----------- | ----------- | ----------- | ----------- | ---------------- | ----------------- | ---------- |
| 1996   | J1 League   | 16e         | 24          | 30          | 8           | -           | 22          | 22          | 54          | -32         | Quarts de finale | Phase de groupe   | -          |
| 1997   | J1 League   | 14e         | 27          | 32          | 9           | -           | 23          | 40          | 70          | -30         | 4e tour          | Phase de groupe   | -          |
| 1998   | J1 League   | 13e         | 39          | 34          | 15          | -           | 19          | 47          | 63          | -16         | 3e tour          | Phase de groupe   | -          |
| 1999   | J1 League   | 13e         | 31          | 30          | 11          | 0           | 19          | 38          | 58          | -20         | 4e tour          | 2e tour           | -          |
| 2000   | J1 League   | 15e         | 25          | 30          | 8           | 2           | 20          | 39          | 66          | -27         | 3e tour          | Demi-finales      | -          |
| 2001   | J2 League   | 1er         | 84          | 44          | 28          | 5           | 11          | 79          | 48          | +31         | 4e tour          | 1er tour          | -          |
| 2002   | J1 League   | 5e          | 46          | 30          | 17          | 1           | 12          | 44          | 42          | +2          | Vainqueur        | Phase de groupe   | -          |
| 2003   | J1 League   | 16e         | 23          | 30          | 6           | 5           | 19          | 28          | 60          | -32         | 3e tour          | Phase de groupe   | Finaliste  |
| 2004   | J2 League   | 5e          | 69          | 44          | 19          | 12          | 13          | 65          | 53          | +12         | 4e tour          | -                 | -          |
| 2005   | J2 League   | 1er         | 97          | 44          | 30          | 7           | 7           | 89          | 40          | +49         | 4e tour          | -                 | -          |
| 2006   | J1 League   | 18e         | 22          | 34          | 4           | 10          | 20          | 38          | 74          | -36         | 4e tour          | Phase de groupe   | -          |
| 2007   | J2 League   | 3e          | 86          | 48          | 24          | 14          | 10          | 80          | 59          | +21         | 3e tour          | -                 | -          |
| 2008   | J1 League   | 14e         | 41          | 34          | 11          | 8           | 15          | 37          | 46          | -9          | 5e tour          | Phase de groupe   | -          |
| 2009   | J1 League   | 12e         | 41          | 34          | 11          | 8           | 15          | 35          | 47          | -12         | 3e tour          | Phase de groupe   | -          |
| 2010   | J1 League   | 17e         | 19          | 34          | 4           | 7           | 23          | 30          | 60          | -30         | 3e tour          | Phase de groupe   | -          |
| 2011   | J2 League   | 7e          | 58          | 38          | 17          | 7           | 14          | 50          | 45          | +5          | Finaliste        | -                 | -          |
| 2012   | J2 League   | 3e          | 74          | 42          | 23          | 5           | 14          | 61          | 45          | +16         | 3e tour          | -                 | -          |
| 2013   | J2 League   | 3e          | 70          | 42          | 20          | 10          | 12          | 68          | 46          | +22         | 3e tour          | -                 | -          |
| 2014   | J2 League   | 9e          | 60          | 42          | 14          | 18          | 10          | 57          | 52          | +5          | 3e tour          | -                 | -          |
| 2015   | J2 League   | 17e         | 50          | 42          | 12          | 14          | 16          | 45          | 51          | -6          | 3e tour          | -                 | -          |
| 2016   | J2 League   | 5e          | 69          | 42          | 18          | 15          | 9           | 50          | 37          | +13         | 2e tour          | -                 | -          |
| 2017   | J2 League   | 12e         | 57          | 42          | 14          | 15          | 13          | 55          | 47          | +8          | 2e tour          | -                 | -          |
| 2018   | J2 League   | 19e         | 43          | 42          | 12          | 7           | 23          | 40          | 58          | -18         | 2e tour          | -                 | -          |
| 2019   | J2 League   | 8e          | 68          | 42          | 19          | 11          | 12          | 59          | 56          | +3          | 2e tour          | -                 | -          |
| 2020   | J2 League   | 8e          | 59          | 42          | 16          | 11          | 15          | 47          | 45          | +2          | -                | -                 | -          |
| 2021   | J2 League   | 2e          | 84          | 42          | 24          | 12          | 6           | 59          | 31          | +28         | 4e tour          | -                 | -          |
| 2022   | J1 League   | 16e         | 36          | 34          | 8           | 12          | 14          | 30          | 38          | -8          | Demi-finale      | Tour préliminaire | -          |
| 2023   | J1 League   | 13e         | 40          | 34          | 12          | 4           | 18          | 40          | 45          | -5          | 2e tour          | Phase de groupe   | -          |
| 2024   | J1 League   | 14e         | 47          | 38          | 12          | 11          | 15          | 43          | 55          | -12         | Demi-finale      | 1er tour          | -          |
| Saison | Division    | Pos         | Pts         | J           | V           | N           | D           | BP          | BC          | Diff.       | Coupe du Japon   | Coupe de la Ligue | Supercoupe |
| Saison | Championnat |             |             |             |             |             |             |             |             |             | Coupe du Japon   | Coupe de la Ligue | Supercoupe |